# Siméon le yéménite
Pour les articles homonymes, voir Siméon.
Siméon le yéménite (hébreu : שמעון התֵּימָנִי (Shimon ha-temani)) ou  Siméon de Timna (שמעון התִּימְנִי (Shimon ha-timni)), vers 80-120, est un rabbin  et un tanna (docteur de la Michna), peut-être yéménite, actif en Judée. Il est considéré comme l'un des penseurs juifs plus importants avant la révolte de Bar Kokhba.
Il est le disciple de Yehochoua ben Hanania, de Rabbi Akiva ou de Rabbi Tarfon parmi d'autres.
Il étudie régulièrement avec Judah ben Baba et ses doctrines enregistrées dans la Mishna et dans la Baraïta parlent surtout sur la halakha, très peu sur l'aggada. Il eut un rôle important dans le sanhédrin de Yavné et dominait "70 langues".